# Stefan
Stefan – imię męskie pochodzenia greckiego (gr. Στέφανος, Stefanos).
Wywodzi się od słowa oznaczającego znak zwycięstwa – stgr. στέφανος oznacza „wieniec”. Pierwotnym polskim odpowiednikiem było imię Szczepan.
Żeńskim odpowiednikiem imienia jest Stefania.

## W innych językach
- Stephanus (łac.)
- Stephen, Steven (ang.)
- Étienne, Estienne, Stéphane (fr.)
- Stefano (wł.)
- Estévan (port.)
- Esteban (hiszp.)
- Esteve (język kataloński)
- Stefan, Stephan, Steifen (niem.)
- Stefan (niderl.)
- István (zdrobniale Isti, Pista, Pisti lub Pistike) (węg.)
- Stiobhan (język szkocki)
- Štefan (czes., słow.)
- Steafán, Stiofan (język irlandzki)
- gr. Στέφανος
- Kepano (język hawajski)
- Sitiveni (język tonga)
- ukr. Степан
- ros. Степан (Stiepan, zdrobniale Stiopa)

## Imieniny
2 lutego, 8 lutego, 13 lutego, 23 lutego, 8 marca, 28 marca, 29 marca, 25 kwietnia, 9 maja, 28 maja, 29 maja, 12 czerwca, 16 lipca, 2 sierpnia, 6 sierpnia, 15 sierpnia, 16 sierpnia, 2 września (data dawniejsza, przesunięta na 16 sierpnia), 7 października, 10 listopada, 14 listopada, 22 listopada, 28 listopada i 11 grudnia.

## Znane osoby noszące imię Stefan

### Papieże
- Stefan I
- Stefan II
- Stefan III
- Stefan IV
- Stefan V
- Stefan VI
- Stefan VII
- Stefan VIII

### Władcy
- Stefan Batory – król Polski.
- Stefan Dragutin – król Serbii.
- Stefan I Święty – król Węgier.
- Stefan III Wielki – hospodar mołdawski.
- Stefan IV Lazarević – książę Serbii.
- Stefan Mieszkowic – książę wielkopolski.
- Stefan Nemania – książę Serbii.
- Stefan Pierwszy Koronowany – król Serbii.
- Stefan Radosław – król Serbii.
- Stefan Urosz I – król Serbii.
- Stefan Urosz II Milutin – król Serbii.
- Stefan Urosz III Deczański – król Serbii.
- Stefan Urosz IV Duszan – król i car Serbii.
- Stefan Władysław – król Serbii.

### Inni
- Stefan Artwiński – polski farmaceuta, legionista, prezydent Kielc.
- Stefan Banach
- Stefan Bastyr
- Stefan Bratkowski
- Stefan Bryła
- Stefan Cichy – biskup katolicki.
- Stefan Cybichowski – architekt z Poznania.
- Stefan Czarniecki
- Stefan Czarnowski
- Stefan Dąb-Biernacki
- Stefan Dohr
- Stefan Edberg
- Stefan Friedmann
- Stefan Gierowski
- Stefan Grabiński
- Stefan Grelewski – ksiądz katolicki.
- Štefan Hadalin
- Stefan Hanka-Kulesza
- Stefan Horngacher
- Stefan Huber – skoczek narciarski
- Stefan Hula
- Stefan Hula – skoczek narciarski
- Stefan Ignar
- Stefan Jędrychowski
- Stefan Jurga
- Stefan Kaczmarz
- Stefan Kaiser
- Stefan Kisielewski
- Stefan Kraft
- Stefan Kudelski
- Stefan Luitz
- Stefan Machel – gitarzysta TSA
- Stefan Majewski – piłkarz i trener piłkarski.
- Stefan Majewski – generał WP.
- Stefan Matuszewski
- Stefan Mazurkiewicz
- Stefan Meller
- Stefan Michałek
- Stefan Mirowski
- Stefan Moskwa
- Stefan Mossor
- Stefan Niesiołowski
- Stefan Olsdal
- Stefan Olszowski
- Stefan Pawłowski
- Stefan Rowecki „Grot” – generał ZWZ-AK.
- Stefan Sadorski
- Stefan Sękowski
- Stefan Starzyński
- Stefan Stec
- Stefan Themerson
- Stefan Węgrzyn
- Stefan Wiechecki
- Stefan Wincenty Frelichowski
- Stefan Witkowski (inżynier)
- Stefan Witkowski (szachista)
- Stefan Wołoszyn
- Stefan Wyszyński – kardynał.
- Stefan z Blois
- Stefan Zgliczyński
- Stefan Zweig – pisarz
- Stefan Żeromski – pisarz
- Stefano Gross
- Stefano Terrazzino
- Steffen Möller
- Stepan Bandera – ukraiński polityk skrajnie nacjonalistyczny.
- Stephan Hocke
- Stephan Leyhe
- Stéphane Chapuisat
- Stephane du Chateau
- Stéphane Lambiel – szwajcarski łyżwiarz figurowy.
- Stephen Curry
- Stephen Hawking – naukowiec.
- Stephen Hendry
- Stephen Jay Gould
- Stephen King
- Stephen Lee
- Stephen Maguire
- Stephen Morris
- Stephen Moulton Babcock
- Stephen Smale
- Stephen Stills
- Steve Ballmer
- Steve Buscemi
- Steve Clark
- Steve Fossett
- Steve Harris
- Steve Jobs
- Steve McQueen
- Steve Wozniak
- Steven Gerrard
- Steven Spielberg
- Steven Tyler
- Étienne Bézout
- István Szabó
- István Széchenyi

### Postacie fikcyjne
- Stefan Karwowski – główny bohater serialu Czterdziestolatek i Czterdziestolatek 20 lat później
- Stefan Dedalus – pseudonim Jamesa Joyce’a i główny bohater „Stefana bohatera”, „Portretu artysty z czasów młodości” i „Ulissesa”.
- Stefek Burczymucha – tytułowy bohater wiersza Marii Konopnickiej.
- Stefano Salvatore – jeden z głównych bohaterów sagi i serialu Pamiętniki wampirów.
- Stefan Pająk – jedna z postaci drugoplanowych serialu Podróż za jeden uśmiech.
- Gekon Stefan – postać z filmu Madagaskar 2.
- Steve – główny bohater gry komputerowej Minecraft.